# Damascius
Damascius Diadohul (Greacă: Δαμασκιου Διαδοχου) (născut la Damas către 458, decedat către 538 e.n.) este un filozof neoplatonician aparținând Școlii din Atena, discipol al lui Marinus. Este ultimul șef (Diadoh) al Școlii neoplatoniciene. Este forțat să se exileze odată cu decretul lui Iustinian din 529 e.n. care interzicea predarea filozofiei elene pe tot cuprinsul Imperiului.

## Biografia
Damascius se naște în 458 e.n.(Kroll) sau 462 e.n.(Asmus, Westerink). Jean Trouillard situează data nașterii de abia în 480-490 , ceea ce este neverosimil, ținând cont de celelalte date biografice pe care le avem. Asistă la Alexandria timp de trei ani la cursurile de retorică ale lui Theon  (până către 476 e.n). Este momentul în care ia contact cu Școala neoplatoniciană din Alexandria prin intermediul văduvei lui Hermias, Aidesia și a celor doi fii ai săi, Ammonius și Heliodor. Îl întâlnește și pe Asclepiodot și pe tânărul Isidor din Gaza. Damascius începe să urmeze cursurile lui Ammonius, fiul lui Hermias și discipol al lui Proclus. 
Sosirea lui Damascius la Atena are probabil loc prin 482 e.n. Va preda aici retorica timp de nouă ani. Ceea ce se știe cu siguranță este că la moartea lui Proclus (în 485 e.n.), Damascius trăia deja de câțiva ani la Atena.
Către vârsta de 30 de ani (491-492), dezamăgit de retorică, Damascius se convertește la filozofie. Abandonarea retoricii reprezintă o cotitură decisivă în cariera sa (asemănătoare celei a lui Plotin). Mai târziu va acuza retorica de faptul că ar deturna sufletul de la învățăturile care o purifică (precum filozofia), pentru că se concentrează asupra superficialei expresii orale. Marinus (succesorul lui Proclus la direcția Școlii neoplatoniciene din Atena) devine mentorul său de matematică (geometrie, aritmetică și alte științe considerate propedeutice filozofiei epocii). În filozofie, Damascius urmează cursurile lui Zenodot, "scumpul elev" al lui Proclus, care "investise în el cele mai mari speranțe"  și care i-a succedat la direcția Academiei după Marinus. Forța dialectică a lui Damascius se datorează însă lecțiilor lui Isidor. Din întâlnirea cu Isidor, Damascius ar fi măsurat distanța care separă retorica de filozofie, aceasta din urmă exprimând "nu cuvinte, ci esența lucrurilor" . Damascius găsește în lecțiile lui Isidor o întoarcere de la sensibil la inteligibil care orientează sufletul către fericire (ευμοιρια) și o cuprinde de "posesia divină" .
La o dată necunoscută Damascius este însărcinat de Marinus, grav bolnav, cu misiunea de a pleca la Alexandria pentru a-l aduce pe Isidor la Atena în vederea acceptării succesiunii pe care o refuzase prima oară, la moartea lui Proclus, în favoarea lui Marinus. Lungul periplu al lui Damascius și Isidor de întoarcere la Atena este povestit de către Damascius în Viața lui Isidor. După moartea lui Marinus, Isidor va rămâne însă puțină vreme la direcția Școlii, preferând să se demită în favoarea lui Zenodot și să se întoarcă la Alexandria.
Numirea lui Damascius ca Diadoh al Școlii din Atena este datată aproximativ prin 515 e.n., ca succesor al lui Zenodot. Dar cariera sa de Diadoh al Academiei va fi de scurtă durată. Împăratul Iustinian interzice prin decret, în 529 e.n., învățământul filozofiei non-creștine, mai cu seamă "ereticilor", evreilor și "celor bolnavi de nebunia elenilor nepioși" . În 532 e.n. Iustinian confiscă toate bunurile neoplatonicienilor. La vârsta de 67 de ani, conform cronologiei stabilite de Asmus și Westerink, Damascius este așadar constrâns la exil. Va fi primit, împreună cu alți neoplatonicieni, de către regele Persiei, Chosroes. În pofida primirii entuziaste de care se bucură din partea regelui, această ședere forțată nu-i va mulțumi pe filozofi. Dar nu va dura mai mult de 2 ani. În urma unui Tratat de pace semnat de Chosroes cu Iustinian, filozofii obțin permisia de a se întoarce la Atena. Este stipulat în acest Tratat că nu vor fi nici persecutați și nici obligați să se convertească la creștinism (care erau opțiunile politice dictate inițial de Iustinian prin decretul din 529 e.n.). Nu se știe însă dacă Damascius s-ar fi întors la Atena după 532 e.n. Mai probabil este că s-a stabilit în Egipt sau chiar în patria sa natală, Siria, unde ar fi rămas până la moarte a cărei dată exactă și ale cărei circumstanțe nu sunt cunoscute. Ultimele cercetări indică Harran (în estul Anatoliei) drept loc al ultimei reședințe . O inscripție funerară, găsită în 1925 în Emes (Siria), nu departe de Damas (orașul natal al lui Damascius), poartă data de 538 e.n. și ar putea fi considerată drept un indiciu. Atribuit lui Damascius, epitaful era dedicat unei sclave: "Zozime, care mai înainte nu era sclavă decât prin trup, Și-a găsit acum, și pentru trupul său, libertatea" .
A fost profesor pentru Simplicius din Cilicia și Olimpiodorus cel Tânăr.

## Opera
Despre primele principii. Aporii și soluții, traducere din greacă veche, introducere și note de Marilena Vlad, Humanitas, București, 2006
Problèmes et solutions touchant les premiers principes, avec le tableau sommaire des doctrines des Chaldéens de Michel Psellus, 3 vol., tr. fr. A.-Ed. Chaignet, Paris, Ernest Leroux, 1898, (reimprimare anastatică, Bruxelles, 1964)
Des premiers principes. Apories et résolutions, Introduction, notes et traduction du grec, tr. fr. M.-Cl. Galpérine, Lagrasse, Verdier, 1987
Traité des premiers principes, 3 vol. ed. Westerink, L. G., tr. fr. J. Combès, Vol. I: De l’ineffable et de l’un, 1986; vol. II: De la triade et de l’unifié, 1989; vol. III: De la procession, Les Belles Lettres, Paris, 1991
Comentariu la Philebos [= Lectures on the Philebus wrongly attributed to Olympiodorus, ed. și trad. L. G., Westerink, North-Holland Publishing Company, Amsterdam, 1959]
Comentariu la Phaidon [= The Greek Commentaries on Plato’s Phaedo, II. Damascius, ed. și trad. L. G., Westerink, Amsterdam-Oxford-New York, 1977]
Comentariu la Parmenide [= Commentaire du Parménide de Platon, texte établi par L. G. Westerink, introduit, traduit et annoté par Joseph Combès, avec la collaboration de A. Ph. Segonds et de C. Luna, (CUF), Paris, Les Belles Lettres, 4 vol., 1997-2003]
Viața lui Isidor [= Damascii vitae Isidori reliquiae, ed. C. Zintzen, Hildesheim: Olms, 1976]
Wolf, J. Chr., „Excerpta ex Damascii libro MS. peri archon”, in Anecdota Graeca, sacra et profana, Hamburg, 1722-1724, vol. IV, pp. 195–262
Kopp, J., Damascii philosophi platonici quaestiones de primis principiis, Frankfurt am Main, 1826
Ruelle, Ch.-E., Damascii successoris Dubitationes et solutiones de primis principiis, In Platonis Parmenidem, vol. I și II, Paris, 1889